# Asintado
Asintado é uma telenovela filipina exibida pela ABS-CBN entre 15 de janeiro e 5 de outubro de 2018, estrelada por Julia Montes, Shaina Magdayao, Paulo Avelino e Aljur Abrenica.

## Elenco

### Elenco principal
- Julia Montes como Juliana "Ana" Dimasalang / Juliana Ramirez and Stella Dela Torre-Guerrero
- Shaina Magdayao como Samantha del Mundo-Ojeda / Katrina Ramirez
- Paulo Avelino como Gael Ojeda
- Aljur Abrenica como Alexander "Xander" Guerrero

### Elenco de apoio
- Lorna Tolentino como Miranda Ojeda
- Agot Isidro como Hillary Gonzales-del Mundo
- Nonie Buencamino como Salvador del Mundo
- Empress Schuck como Monalisa "Mona" Calata
- Arron Villaflor como Ramoncito "Chito" Salazar
- Louise delos Reyes como Yvonne Calata
- Julio Diaz como Melchor Gonzales

### Elenco recorrente
- Ryle Paolo Santiago como Jonathan "Tantan" Dimasalang
- Chokoleit como Gracia Nuevadez
- Karen Reyes como Emilita "Emmy" Gomez
- Jean Saburit como Carlotta Candelaria
- Lemuel Pelayo como Diego
- Ronnie Quizon como Jorge
- Jacqui Leus como Gigi
- Bernard Laxa como Mustang
- Scott Tibayan como Delgado
- Chris Tan como Barrientos

### Convidados
- Christian Vasquez como Eric Salazar
- Art Acuña como Gregorio Calata
- Mari Kaimo como Senator Galvez
- Teroy Guzman como senador Reynoso
- Bing Davao como vice presidente Montemayor
- Hannah Ledesma as Rowena Barrios

### Participações especiais
- Cherry Pie Picache como Celeste "Miss C" Ramos
- Gloria Sevilla como Puresa "Lola Puring" Dimasalang
- Lito Pimentel como Vicente Dimasalang
- Myel de Leon como Juliana Ramirez / Juliana "Ana" Dimasalang (jovem)
- Jana Agoncillo como Katrina Ramirez / Samantha del Mundo (jovem)
- Miguel Diokno como Gael Ojeda (jovem)
- Jess Mendoza como Salvador del Mundo (jovem)
- Mariella Laurel como Miranda Ojeda (jovem)
- Kazel Kinouchi como Hillary Gonzales (jovem)
- Luis Alandy como Robert Ramirez
- Tanya Garcia como Criselda Ramirez

## Exibição
| País/Região      | Emissora | Data de estréia       | Data de final        | Título   |
| ---------------- | -------- | --------------------- | -------------------- | -------- |
| Filipinas        | ABS-CBN  | 15 de janeiro de 2018 | 5 de outubro de 2018 | Asintado |
| Estados Unidos   | TFC      | janeiro de 2018       | outubro de 2018      | Asintado |
| Canadá           | TFC      | janeiro de 2018       | outubro de 2018      | Asintado |
| Japão            | TFC      | janeiro de 2018       | outubro de 2018      | Asintado |
| Taiwan           | TFC      | janeiro de 2018       | outubro de 2018      | Asintado |
| Hong Kong        | TFC      | janeiro de 2018       | outubro de 2018      | Asintado |
| Malásia          | TFC      | janeiro de 2018       | outubro de 2018      | Asintado |
| Indonésia        | TFC      | janeiro de 2018       | outubro de 2018      | Asintado |
| Singapura        | TFC      | janeiro de 2018       | outubro de 2018      | Asintado |
| Papua-Nova Guiné | TFC      | janeiro de 2018       | outubro de 2018      | Asintado |
| Austrália        | TFC      | janeiro de 2018       | outubro de 2018      | Asintado |
| Nova Zelândia    | TFC      | janeiro de 2018       | outubro de 2018      | Asintado |
| Europa           | TFC      | janeiro de 2018       | outubro de 2018      | Asintado |
| Médio Oriente    | TFC      | janeiro de 2018       | outubro de 2018      | Asintado |